# Otothyropsis
Otothyropsis is een geslacht van straalvinnige vissen uit de familie van de harnasmeervallen (Loricariidae).

## Soorten
- Otothyropsis marapoama Ribeiro, Carvalho & Melo, 2005
- Otothyropsis piribebuy Calegari, Lehmann A. & Reis, 2011